# Halsband (bdsm)

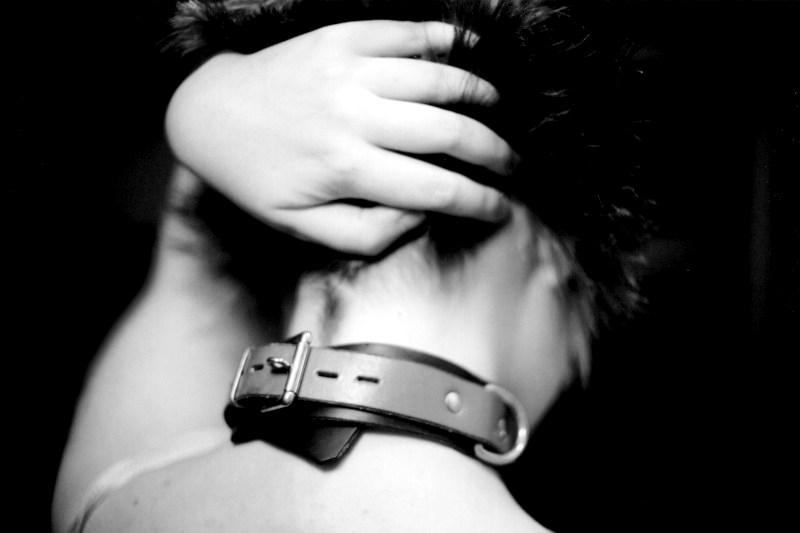
Halsband met gesp

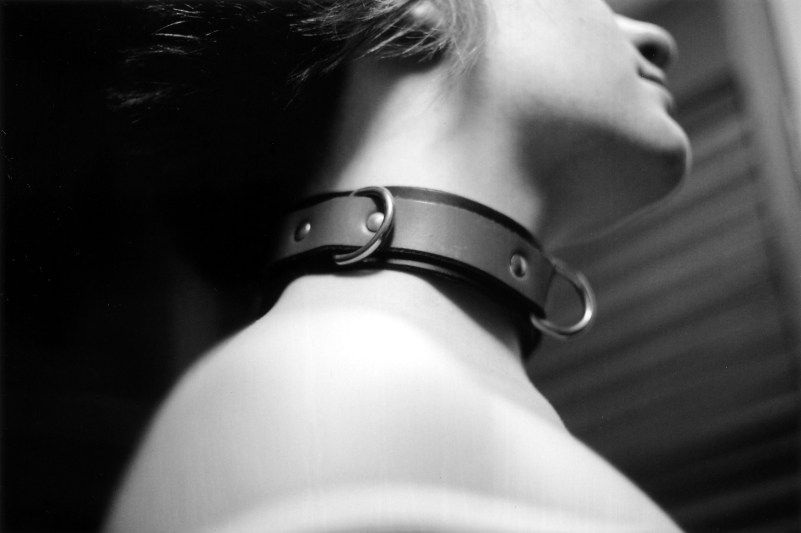
Halsband met ringen

Een halsband in de bdsm-context, ook wel collar genoemd, heeft vele functies. In zijn eenvoudigste vorm lijkt het op een halsband die gebruikt wordt als een leiband van een huisdier, vaak zijn hieraan wel ringen voorzien.
In een bdsm-context kan een halsband dienstdoen tijdens een (eenmalig) spel of tijdens een langdurige relatie. De betekenis van de halsband is zeer verschillend in beide gevallen.

## Attribuut bij spel
In het eerste geval is het een attribuut tijdens een spel, vaak zijn er hiermee ook fetisjen geassocieerd. De halsband dient dan om een onderdanige vast te binden. Halsbanden die tijdens een spel gebruikt worden bevatten vaak ringen om de halsband ergens aan vast te maken, of om allerlei voorwerpen of lichaamsdelen aan de halsband vast te maken.

## Teken van bdsm-relatie
In het tweede geval is het een teken van de relatie tussen een onderdanige en een dominant. Deze halsband wordt door de dominant aan de onderdanige gegeven wanneer deze de onderdanige aanvaardt als partner in een bdsm-context. Deze halsband hoeft niet noodzakelijk een halsband te zijn in de traditionele vorm. Het kan ook een halsband zijn in de vorm van een ketting die niet zo opvallend is, maar daardoor wel altijd gedragen kan worden. Deze halsbanden zijn meestal niet afneembaar door de onderdanige, hoewel er oplossingen (zoals een sleutel in een verzegelde omslag in bezit van de onderdanige) gebruikt worden zodat de halsband niet stuk gemaakt hoeft te worden in noodgevallen.
In een derde geval wordt de halsband gebruikt door onderdanigen om aan te geven dat zij onderdanig zijn. Dit is voor veel mensen in de bdsm-gemeenschap niet erg aanvaard.